# Natália de Andrade
Natália de Andrade (1910 - Tábua, Coimbra, 19 de Outubro de 1999) foi uma cantora lírica portuguesa conhecida, segundo a imprensa portuguesa e a crítica, pela invulgaridade das suas performances vocais e pelo efeito cómico que estas causavam .

## Carreira
As informações sobre a carreira de Natália são escassas, mas aparentemente terá começado como cantora Folk/Popular, participando depois em operetas e óperas em Portugal, tentando lançar uma carreira profissional.
Natália de Andrade nasceu em 1910, em Tábua. 
Em 1940 participa numa ópera do compositor Ruy Coelho no Coliseu dos Recreios. Gravou o seu primeiro disco, com 54 anos, através da Columbia de Madrid. O mesmo acontecerá com o seu segundo disco. Os dois discos seguintes foram editados na Valentim de Carvalho, em Lisboa, e tratava-se de pequenas edições que esgotavam rapidamente.
Foi ainda colaboradora dos arquivos musicais da RDP e dava saraus no Cenáculo Camilo Castelo Branco. Ficou celebrizada ao participar em programas televisivos como O Passeio dos Alegres de Júlio Isidro. 
A etiqueta Ailatan, por onde lançou os seus discos, representa o nome da cantora ao contrário. Em 1983 grava, com o maestro Shegundo Galarza, peças de Ruy Coelho, Fernandéz Gil e Marcos Portugal. O seu último disco foi lançado em 1986. 
A cantora viria a falecer em 19 de Outubro de 1999. 

## Reconhecimento
O seu nome é muito pouco reconhecido mesmo em Portugal, mas o seu tema "O Nosso Amor é Verde" ficou conhecido praticamente por todos através do comediante Herman José, que por diversas vezes o interpreta nos seus programas e espectáculos. 
Em 2005, a Antena 2 fez um documentário de homenagem à cantora embora explorando a controvérsia do seu percurso. É ainda um dos nomes englobados na compilação The Muse Surmounted de 2004. 
Em 2011, surge Diva Tragicómica, documentário de 50 minutos, realizado por João Gomes, que inclui depoimentos de nomes como Herman José, Júlio Isidro ou o radialista Armando Carvalheda e aborda a inexistência de uma verdadeira carreira profissional, o facto de Natália de Andrade ser conhecida essencialmente como uma personagem cómica devido à reconhecida falta de talento e qualidade da voz, e a forma iludida como se via a si própria, revelada pelos seus diários pessoais.
O DVD do documentário inclui ainda excertos de entrevistas não incluídas na montagem final; conversas com o realizador João Gomes e com a co-argumentista Catarina Gomes, entre outros. 
A Valentim de Carvalho lançou um CD com obras de Natália de Andrade.
Em 2024, a AREPO (Companhia de Ópera e Artes Contemporâneas) criou em sua homenagem a ópera  “O nosso amor é...Uma ópera para Natália de Andrade”, com música de Luís Soldado e libreto de Rui Zink, que subiu ao palco em 2024. 
Depoimentos
"Nunca saberemos por que é que Natália de Andrade era assim e não vale a pena tentarmos. Há tantos buracos na história desta senhora que nunca vão ser preenchidos..." O desabafo é de Catarina Gomes.

## Discografia
- 1962 - Natália de Andrade com  Angel Egaña, Editora Columbia [15]
- 1964 - Natália de Andrade, al pinao Angel Egaña, Editora Columbia [16]
- (Valentim de Carvalho)
- (Ailatan, 1982)
- Natália Andrade (LP, Ailatan, 1983) Ailatan 003
- (LP, 1986)
- 2011 - A diva iludida, editado pela CNM (Companhia Nacional de Música)[17] [18]

Compilações
- 2004 - The Muse Surmounted. Florence Foster Jenkins and Eleven of Her Rivals [3][8]

## Ligações Externas
- Natália de Andrade no programa Passeio dos Alegres
- Pais Real Ficções | Natália de Andrade interpreta Rouxinol
- MrVoltage | Natália de Andrade interpreta a Canção Verde (o nosso amor é verde)
- João Gomes (Youtube) | Documentário: Natália a Diva Tragicómica